# Gilbert Marquis
Gilbert Marquis, né le 21 avril 1930 à Dangers en Eure-et-Loir et mort le 5 février 2015 à Paris, était un militant trotskyste du courant pabliste. Membre de l'Alliance marxiste révolutionnaire (AMR) puis du Parti socialiste unifié (PSU), il participa au soutien aux guerres anti-coloniales, notamment en aidant le Front de libération nationale (FLN) en Algérie, et continua son activité militante jusqu'au soir de sa vie.

## Origines et adhésion à laIVeInternationale
Issu d'une famille populaire (« son père avait dû abandonner la forge familiale du village (Dangers) en Beauce pour se faire embaucher chez l'entreprise de travaux publics Razel en Île-de-France »), il est vendeur de journaux à 11 ans, son frère travaillant sur les chantiers à 14. Il ne peut donc faire d'études. C'est aussi l'époque où il passe l'été dans les brigades de travail en Yougoslavie, pour la défense du Titisme contre Staline.
À 19 ans (en 1950), il s'inscrit au Parti communiste internationaliste (PCI), la branche française de la IVe Internationale, à la suite d'un séjour en Yougoslavie où il participe aux brigades de travail pour la défense de la Yougoslavie, visant à soutenir le régime titiste contre Staline,. Parallèlement, il entre aux usines Chausson à Gennevilliers avant de devenir permanent syndical de la CGT à la Fédération des métaux de Seine-et-Oise. Il travaille ensuite chez Nord-Aviation, dont la section communiste est dirigée par Georges Marchais. Ces activités d'entrisme, soutenues par Pablo, échouent en 1958: le Parti communiste français (PCF) l'exclut alors lors de la purge contre le bulletin d’opposition interne Tribune de discussion,. La revue voit la participation du philosophe Henri Lefèvre ainsi que du journaliste à L'Humanité Guy Leclerc. Elle fusionna ensuite avec L'étincelle, animée notamment par Victor Leduc (également futur adhérent du PSU), l'historien Jean-Pierre Vernant et le docteur Cachin.
Gilbert Marquis est alors suppléant de Pablo au Secrétariat international de la IVe Internationale et responsable de la revue Sous le drapeau du socialisme, organe de la TMRI.
Sur le plan familial, il se marie avec Nicole, issue d'une famille communiste et résistante, et qui deviendra membre du Comité exécutif de la CFDT BNP-Paris avant d'en être écartée et de rentrer à la CGT.

## Les années 1960 et 1970: l'AMR et la guerre d'Algérie
En 1962, la IVe Internationale se scinde à nouveau. Marquis suit Pablo plutôt que Pierre Frank, adhérant donc à l'Alliance marxiste révolutionnaire, branche française de la Tendance marxiste-révolutionnaire internationale (TMRI) ,. Avec Michel Fiant, il y fera connaissance avec Mohammed Harbi et Hocine Zehouane, militants de l'aile gauche du FLN en Algérie ,. Devenu historien, M. Harbi dira de lui qu'il avait fait preuve, avec M. Fiant, « d’un sens de l’organisation et de l’initiative inédit » en faveur du FLN .
Outre ses activités en Algérie, Gilbert s'associe aux luttes de Makarios (qualifié par les États-Unis de « Castro de la Méditerranée ») à Chypre , à la lutte contre la dictature des colonels en Grèce , à celle de l'ANC contre l'apartheid  ou encore au FDLP en Palestine . Il publie l'organe clandestin du FLN en France , participe à l'évasion du cinéaste turc engagé Yılmaz Güney , loge Stokely Carmichael, des Black Panthers, chez lui , et soutient différents dissidents du bloc de l'Est, dont Piotr Abovine-Yeguidès et Tamara Deutscher .
Participant à mai 68, il s'engage dans la fusion de l'AMR - qui compte alors 250 membres - avec le Parti socialiste unifié (PSU) après le départ de Rocard , vers 1973-74, Gilbert et Michel Fiant devenant membres de son bureau national . Le groupe obtient plusieurs postes de responsabilité au sein du parti.

## Les années 1980
Après l'échec de cette tentative, il continue, dans les années 1980, à militer pour le rassemblement des forces anticapitalistes ailleurs qu'à la Ligue communiste révolutionnaire (LCR), en participant à la création successive des Comités communistes pour l'autogestion (CCA), de la Fédération pour une gauche alternative (FGA), des comités Juquin puis de l'Alternative rouge et verte (AREV) . En 1984, Ahmed Ben Bella, exilé en France, l'appelle pour diriger la publication de revues d'opposition au régime algérien, qui seront toutes successivement interdites par Paris pour raisons diplomatiques ,. Leur avocat, Ali Mécili, est assassiné à Paris, en 1987, par la Sécurité militaire algérienne,.

## Depuis la chute du mur de Berlin
Après la chute du mur de Berlin, il décide de rejoindre la LCR afin de rassembler les forces . En 1991, lors de la tentative de coup d'État contre Gorbatchev, il est à Moscou en compagnie de Maurice Najman (camarade de l'AMR) et de Markus Wolf. Il fonde ensuite la revue Utopie critique, « une revue internationale pour l’autogestion », où collabore entre autres Tony Andréani, avant de soutenir Jean-Pierre Chevènement lors de l'élection présidentielle de 2002, puis de se rapprocher du Front de gauche ,. Sa dernière manifestation aura été celle du 11 janvier 2015 à la suite de l'attentat contre Charlie Hebdo et la prise d'otages de l'Hyper Cacher porte de Vincennes .

### Autres ex-militants de l'AMR
- Nicolas Baby
- Joël Grynbaum
- Charles Najman
- Maurice Najman
- Michel Pablo
- Michel Fiant